# Wiśniowa (gmina w województwie tarnobrzeskim)
Wiśniowa (także Wiśniewa) – dawna gmina wiejska istniejąca do 1954 roku oraz w latach 1973–1977 w woj. kieleckim, a następnie w woj. tarnobrzeskim (dzisiejsze woj. świętokrzyskie). Siedzibą władz gminy była Wiśniowa.
Za Królestwa Polskiego gmina Wiśniowa należała do powiatu sandomierskiego w guberni radomskiej. 13 stycznia 1870 do gminy przyłączono pozbawioną praw miejskich Bogorię.
W okresie międzywojennym gmina Wiśniowa należała do powiatu sandomierskiego w woj. kieleckim. Po wojnie gmina zachowała przynależność administracyjną. Według stanu z dnia 1 lipca 1952 roku gmina składała się z 15 gromad: Bogoria Kolonia, Bogoria os., Czajków, Dobra, Kopanina, Łaziska Grocholskie, Maławieś, Mostki, Poddębowiec, Podmaleniec, Rosołówka, Sztombergi, Wiśniowa, Wola Wiśniowska i Zimnowoda. Jednostka została zniesiona 29 września 1954 roku wraz z reformą wprowadzającą gromady w miejsce gmin.
Gminę Wiśniowa reaktywowano 1 stycznia 1973 roku, lecz w powiecie staszowskim w woj. kieleckim w składzie 13 sołectw: Czajków, Czajków Północny, Łaziska, Łukawica, Mostki, Smerdyna, Sztombergi, Wiązownica Duża, Wiązownica Kolonia, Wiązownica Mała, Wiśniowa, Wiśniowa Poduchowna i Wola Wiśniowska.
1 czerwca 1975 roku gmina weszła w skład nowo utworzonego woj. tarnobrzeskieego.
1 września 1977 roku gmina została zniesiona przez połączenie z dotychczasową gminą Staszów w nową gminę Staszów.